# Histoire des Arméniens dans l'Empire ottoman
L'histoire des Arméniens dans l'Empire ottoman débute sous le règne de Sélim II (28 mai 1524-12 décembre 1574) et se termine à la disparition de l'Empire ottoman en 1923. 

## Historique

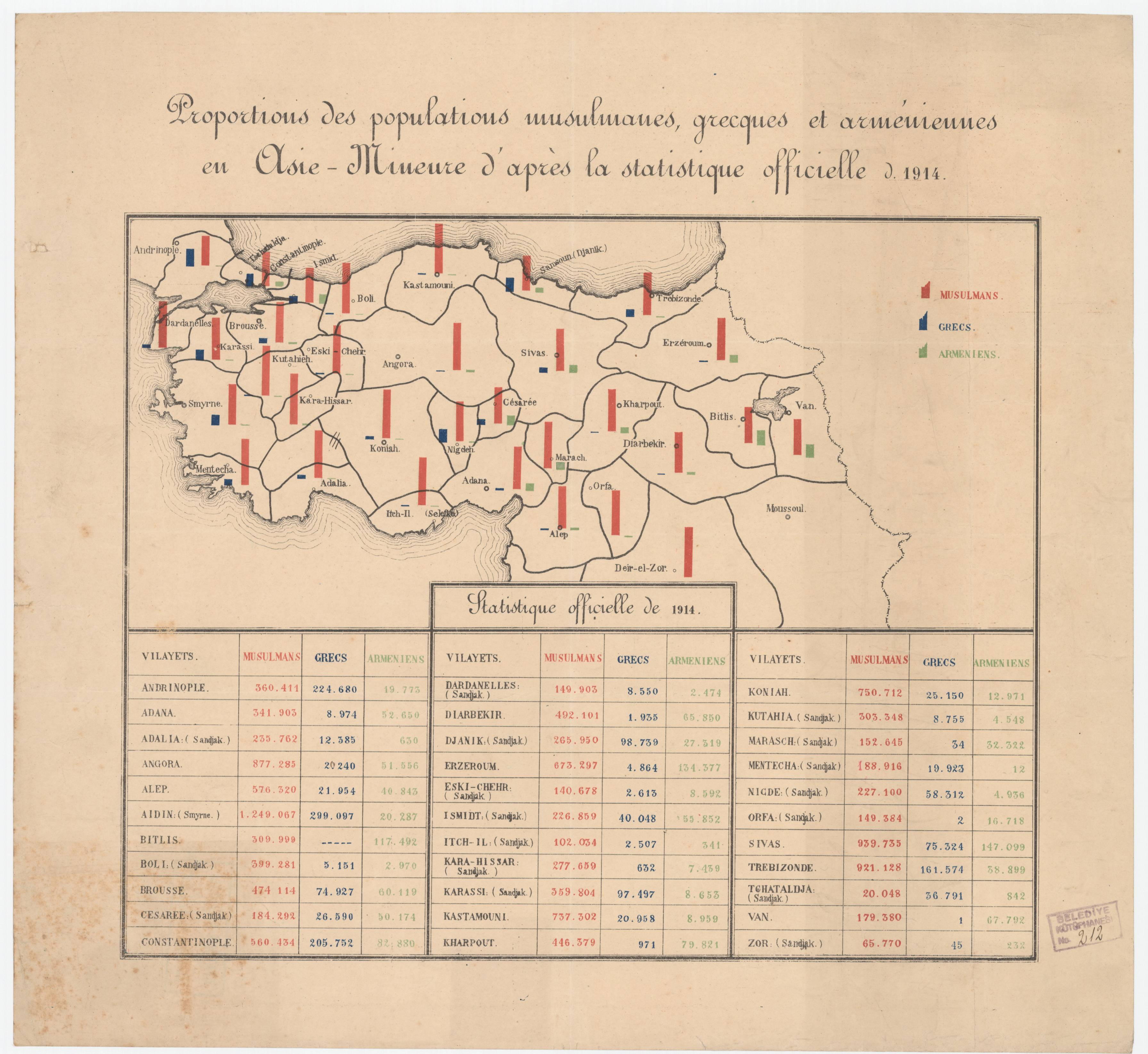
La situation démographique d'Asie Mineure en 1914 selon les autorités ottomanes traduit en français (donc à considérer avec précaution).

Les Arméniens habitaient sur leurs terres ancestrales depuis des millénaires, restant maîtres d'une nation souveraine. Les Turcs seldjoukides ont conquis l'ensemble de l'Arménie, qui était aux mains de l'Empire byzantin depuis 1045, en 1064. Après des centaines d'années, les Ottomans ont pris le contrôle de presque toute l'Arménie.

Langues parlées en Anatolie en 1910 : l'Arménien en jaune.

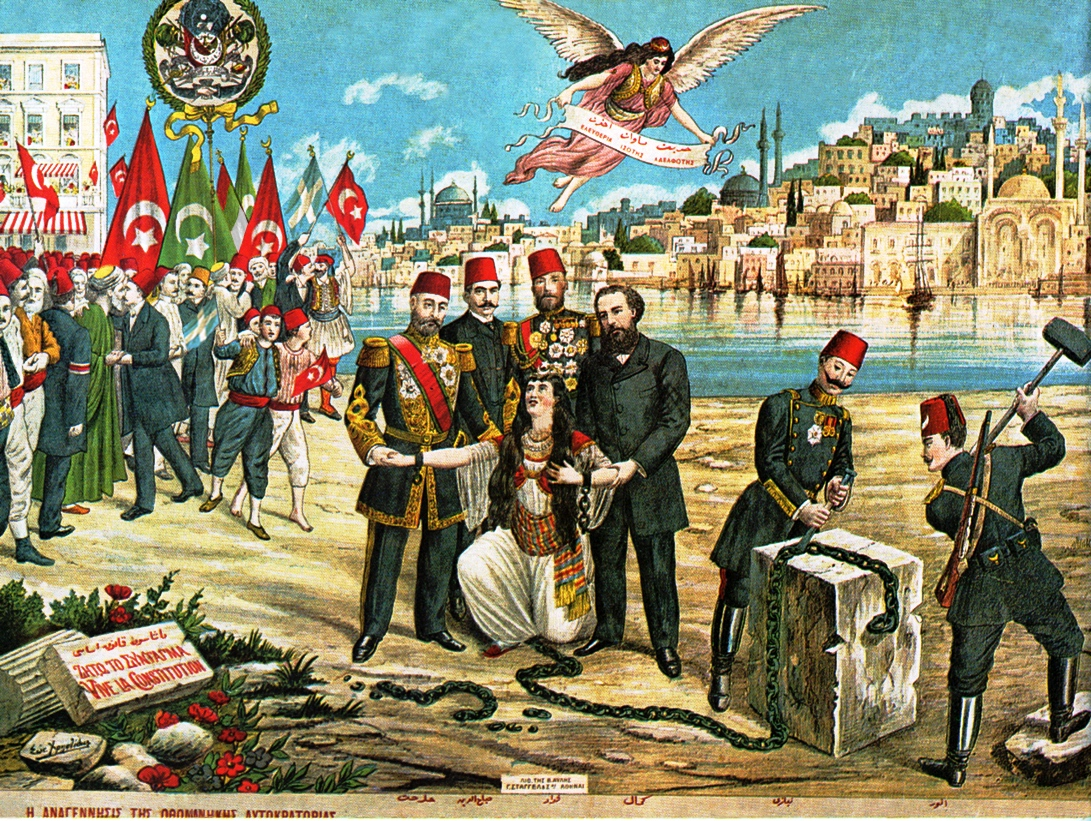
Lithographie célébrant la révolution jeune-turque et représentant les sources d'inspiration du mouvement, Midhat Pacha, le prince Sabahaddin, Fuad Pacha et Namık Kemal, les chefs militaires Niyazi Bey et Enver Pacha, ainsi que le slogan « Liberté, égalité, fraternité » (hürriyet, müsavat, uhuvvet en turc, ελευθερία, ισότης, αδελφότης en grec).

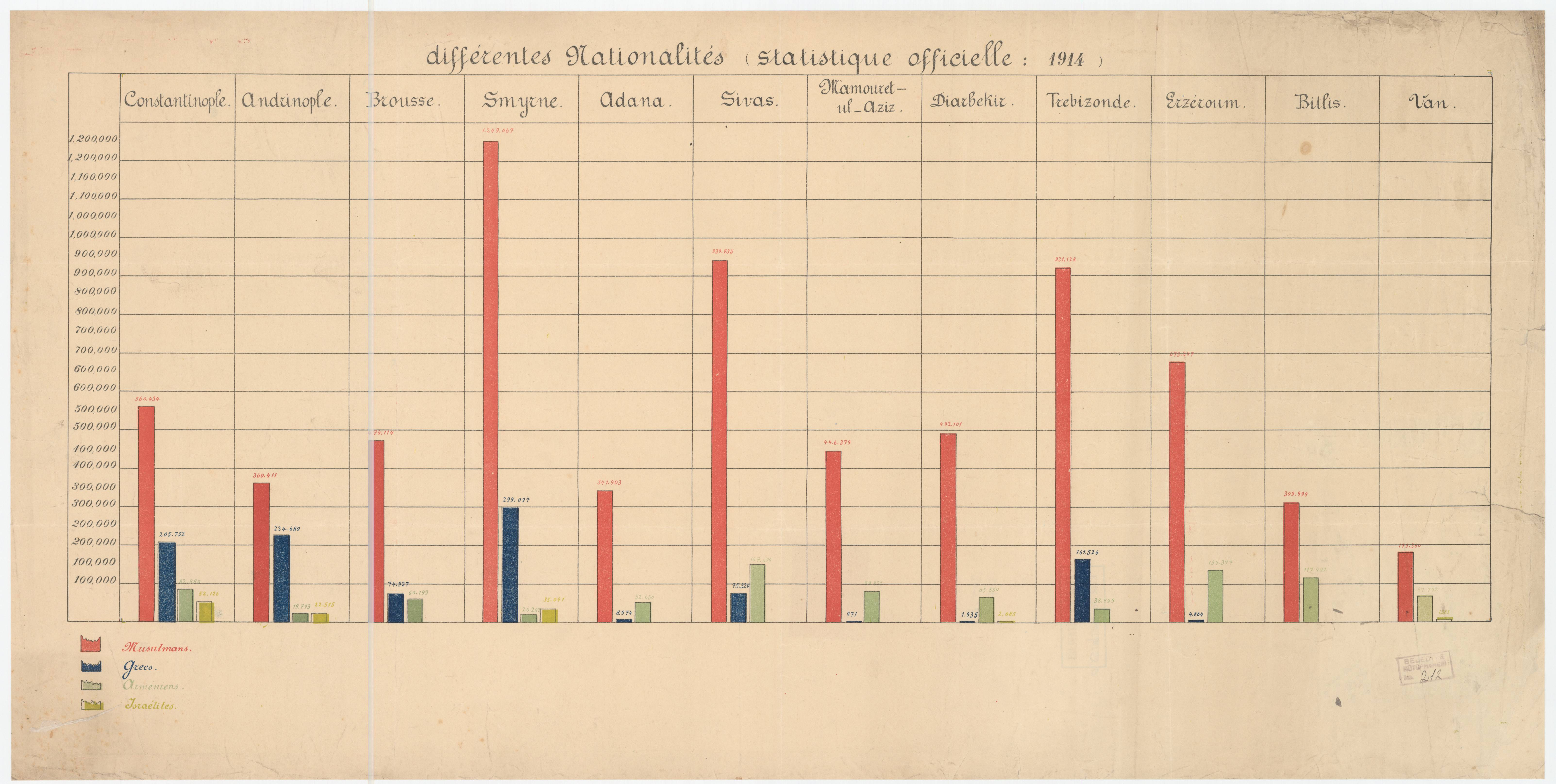
La situation représentée en diagramme de barres. On y trouve aussi le nombre d'israélites.

Les Arméniens ont préservé leur culture, leur histoire et leur langue, y compris sous domination ottomane, en partie grâce à leur identité religieuse différente de celle de leurs voisins musulmans. Sous l'Empire ottoman, ils avaient le statut de « dhimmis » (« protégés ») et constituaient une « nation » reconnue par le Sultan. Mais cette « protection » et cette « reconnaissance » ont été fluctuantes et aléatoires. Après des siècles de domination turque, les territoires initialement peuplés par les Arméniens ont progressivement vu grossir le nombre des musulmans, Kurdes et Turcs, et le peuplement arménien a perdu sa continuité géographique, notamment en Cilicie et dans les vilayets de Van, de Bitlis et de Harput. Toutefois, les Arméniens sont restés majoritaires en Arménie occidentale et les arméniens constituent des millet autonomes et distincts comme arméniens grégoriens, arméniens catholiques et protestants arméniens au sein du système social et confessionnaliste crée pendant l'ère Tanzimat du XIXe siècle. Face aux attaques, les Arméniens ont gardé et défendu un certain degré d'autonomie politique dans des districts isolés comme Sassoun, Shatakh et une partie du Dersim. Zeïtoun (Ulnia) était une « forteresse » arménienne et un symbole d'autonomie, située entre les six vilayets d'Anatolie orientale et celui d'Adana en Cilicie.
Le gouvernement ottoman a de tout temps eu une attitude ambiguë, tantôt encourageant ou même initiant les violences, tantôt les freinant (surtout sous la pression internationale) en permettant notamment aux Arméniens de mieux s'organiser, l'exemple le plus marquant de cette volonté étant démontré en 1863 avec la mise en place d'une Constitution nationale arménienne et d'une Assemblée nationale arménienne. La fin de la période ottomane est marquée par une suite de violences (massacres hamidiens de 1895-1896, massacres d'Adana en 1909) et de résistances armées (révolte de Zeïtoun en 1862, de Sassoun en 1894, de nouveau Zeïtoun en 1895-1896  et seconde révolte du Sassoun en 1904 (en)).
Cependant, les interférences géopolitiques du début du XXe siècle, le déclenchement de la Première Guerre mondiale et le fait que l'Empire ottoman, engagé aux côtés des Empires allemand et autrichien, percevait ses sujets chrétiens et notamment arméniens comme des sympathisants potentiels des Alliés, aboutissent durant la guerre au génocide initié par le gouvernement des « Jeunes-Turcs » : les contrées arméniennes perdent alors leur autonomie et leur population arménienne, et le traité de Sèvres (1920), qui les attribue à la jeune république arménienne, est rapidement remplacé par celui de Lausanne (1923).
Bien qu'en condamnant Talaat Pacha, l'Empire ottoman ait implicitement reconnu le génocide arménien, la nouvelle république turque, elle, s'y est toujours refusée, admettant seulement des « regrettables conséquences de la guerre ».